# Sedetani

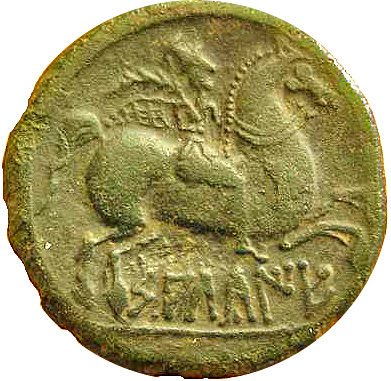
Tiền xu của người Sedetani

Người Sedetani là một tộc người Iberes cổ đại (trước thời La Mã) ở bán đảo Iberia (người La Mã gọi là Hispania). Họ được cho là đã nói một hình thái khác của tiếng Iberes.
Người Sedetani đã đúc những đồng tiền xu của riêng họ. Lãnh thổ của họ trải dài từ khu vực trung tâm cho đến phía nam của vùng đất Aragon ngày nay, giáp với vùng đất của người Ilercavones về phía đông và với người Edetani về phía nam. Một số thành phố chính của họ là Salduie, Salduba được ghi lại trong các tác phẩm La Mã cổ đại, ngày nay là Zaragoza và Cabezo de Alcalá gần Azaila.